# Itame enigmata
Itame enigmata là một loài bướm đêm trong họ Geometridae.